# Amira Ayari
Pour les articles homonymes, voir Ayari.
Amira Ayari, née le 15 août 1988, est une gymnaste artistique tunisienne.

## Carrière
Elle remporte la médaille de bronze à la poutre aux Jeux africains de 2003 et la médaille de bronze par équipes aux championnats d'Afrique de gymnastique artistique 2006.